# Dubbelasteroid

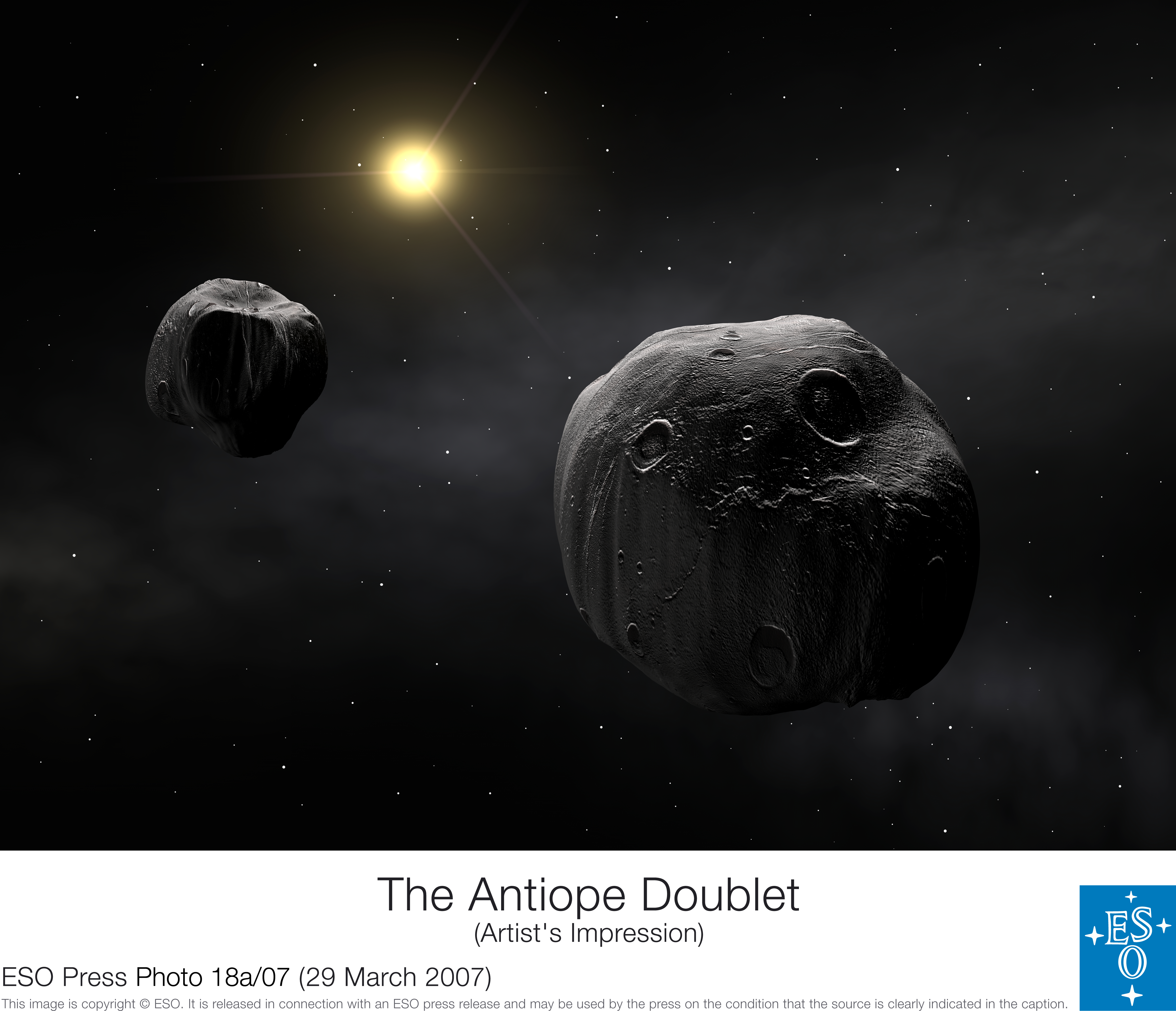
Teckning föreställande dubbelasteroiden 90 Antiope

En dubbelasteroid är ett begrepp för två asteroider vars omloppsbanor bildar ett masscentrum, som en dubbelstjärna. Asteroider som har månar i ungefär samma storlek kallas ibland binära asteroider. Ett exempel är 90 Antiope-systemet. Dubbelasteroider med en liten måne, kallad moonlet har blivit mer visualiserat observerade till exempel 22 Kalliope, 45 Eugenia, 87 Sylvia, 107 Camilla, 121 Hermione, 130 Elektra, 283 Emma, 379 Huenna, etc.
I juli 2008 passeades Jorden av dubbelasteroiderna 2008 BT18 på ett avstånd av 2 miljoner kilometer.
I april 2014 meddelade forskarna att kratern under Locknesjön samt Målingenkratern i sjön Näkten i Sverige bildades när dubbelasteroider kolliderade med Jorden cirka 458 miljoner år tidigare.

### Fotnoter
1. ↑  David Nannini Nilsson (23 april 2014). ”Dubbel-asteroid passerar jorden”. Aftonbladet. http://www.aftonbladet.se/nyheter/article11461213.ab. Läst 28 maj 2016.
2. ↑  ”Dubbel asteroid slog ner i Jämtland”. Sveriges radio P4 Jämtland. 23 april 2014. http://sverigesradio.se/sida/artikel.aspx?programid=78&artikel=5843594. Läst 28 maj 2016.